# کتف
استخوان شانه یا کِتف یا اِسکَپیولا (به انگلیسی: Scapula) در بدن انسان، نام استخوانی پهن، سه‌گوش و صاف در اندام فوقانی است که در پشت قفسه سینه در هر طرف واقع شده‌است. استخوان کتف به ترقوه و استخوان بازو، مفصل می‌شود.
استخوان شانه و ترقوه با هم استخوان‌های کمربندی شانه را تشکیل می‌دهند که ریشه اندام را از عقب و جلو به قفسه سینه پیوند می‌دهند.
استخوان شانه در دیواره خلفی (پشتی) قفسه سینه در محدوده دنده دوم تا دنده هفتم قرار گرفته‌است. کتف دارای دو سطح پیشین و پسین و سه کناره و سه زاویه است.‎ زاویه تحتانی کتف به راحتی در زیر پوست قابل لمس بوده و از روی آن می‌توان دنده هفتم و زائده خاری مهره هفتم سینه‌ای را پیدا نمود.

## کالبدشناسی
این استخوان دارای سه کناره ، سه زاویه ، سه زائده و دو سطح می باشد. سطح پشتی (سطح خَلفی) آن کاملاً محدب(برآمده) است و در حد فاصل بین یک‌چهارم فوقانی و سه‌چهارم تحتانی آن تیغهٔ استخوانی که عمود بر آن است به‌نام خار کتف (Spine) وجود دارد.
خار کتف بر روی استخوان کتف دو قسمت ایجاد کرده است به نام‌های حفرهٔ بالاخاری (Supraspinous) و حفرهٔ زیرخاری (infraspinous fossa) که اولی خاستگاهِ ماهیچهٔ بالاخاری و دومی خاستگاهِ ماهیچهٔ زیرخاری است. 
خار کتف بر روی پهنای استخوان از کناره داخلی شروع می‌شود و با افزایش پهنا به کناره خارجی استخوان کتف نزدیک می‌شود. خار کتف در سمت کناره خارجی کتف به زائدهٔ سرشانه‌ای (زائده اَخرمی، Acromion) منتهی می‌شود. زائده سرشانه‌ای مانند سقفی از روی مفصل شانه عبور کرده و در رأس شانه با انتهای خارجی استخوان ترقوه، مفصل می‌شود.
برخلاف سطح خلفی (پشتی)، سطح قدامی (جلویی، دنده‌ای) ویژگی خاصی ندارد. این سطح یک حفرهٔ زیرکتفی (ساب‌اسکاپولار) مقعر(فرو رفته) و کم‌عمق است که چند برجستگیِ خط‌مانندِ مایل ، موازیِ هم ، بر روی آن وجود دارد. این سطح، گود و دارای خطوط برجسته مایلی است که از کناره داخلی به زاویهٔ خارجی روی آورده‌اند. بر روی این سطح ماهیچهٔ زیرکتفی (ساب‌اسکاپولاریس) می‌چسبد و خطوط یادشده چسبندگی عضله به استخوان را تقویت می‌کنند.
در کناره داخلی ناحیه قدامی استخوان کتف دو سطح سه‌گوش یکی در بالا و دیگری در پایین دیده می‌شود که رشته‌های ماهیچه لوزی‌شکل بزرگ روی آنها می‌چسبد. اما کناره داخلی که کناره خاری (شوکی) نیز نامیده می‌شود سه‌چهارم آن مستقیم و یک‌چهارم بالایی آن به‌طرف خارج خم می‌شود ولی کناره فوقانی، نازک و تیز است و در انتهای خارجی آن یک بریدگی هلالی است بنام زائده غُرابی (Coracoid). به این زائده رباط غرابی‌سرشانه‌ای (Coracoacromial) و سر کوتاه زردپی دوسر بازویی متصل می‌شود.
غراب گونه‌ای کلاغ بزرگ است و شکل این زائده که به منقار غراب می‌ماند دلیل این نام‌گذاری است.
در قسمت خارجی استخوان کتف یک حفره استخوانی کوچک کم‌عمق گلابی‌شکل وجود دارد که به آن گودی کاسه‌ای (Glenoid cavity) می‌گویند. گودی کاسه‌ای جایی است که با سر استخوان بازو مفصل شده و مفصل شانه را می‌سازد و سطح درونی آن پوشیده از غضروف است.
همچنین تکمه‌ زیرکاسه‌ای (Infraglenoid tubercle )، تکمه بالاکاسه‌ای (Supraglenoid tubercle) و بریدگی بالاکتفی (سوپرااسکاپولار) و خاری‌کاسه‌ای (spinoglenoid) بر روی این استخوان قرار دارند.

## نگارخانه
|  |  |  | 1. کتف 2. گودی کاسه‌ای 3. زائده غرابی 4. زائده سرشانه‌ای 5. سطح بالایی 6. شکاف بالای‌کتفی 7. زاویه بالایی 8. سطح داخلی 9. زاویه پایینی 10. سطح خارجی 11. تکمه زیرکاسه‌ای |

|  |  |  | 1. حفره بالاخاری 2. خار کتف 3. حفره زیرخاری 4. کناره بالایی 5. زاویه بالایی 6. کناره داخلی 7. زاویه پایینی 8. کناره خارجی 9. زاویه خارجی 10. زائده سرشانه‌ای 11. زائده غرابی 12. خاستگاه ماهیچه گرد بزرگ 13. خاستگاه ماهیچه گرد کوچک |

|  |  |  | 1. زائده غرابی 2. گودی کاسه‌ای 3. حفره بالاخاری 4. زائده سرشانه‌ای 5. حفره زیرخاری 6. زاویه پایینی 7. کناره بیرونی |